# Kwashiorkor
Kwashiorkor ou desnutrição intermediária é um tipo de doença decorrente da falta de proteínas e vitaminas, geralmente associado com elevado consumo de carboidratos (arroz, batata, milho, salgadinhos, doces...).
Seu nome foi originado de um dos idiomas de Gana, país da África, e significa "mal do filho mais velho", pois costuma ocorrer quando a criança era desmamada e alimentada com muito carboidrato e pouca proteína. A OMS recomenda a inclusão de feijão, soja e outros grãos na dieta.

## Causas
Existem várias explicações para o aparecimento e desenvolvimento da Kwashiorkor, havendo ainda controvérsias. Atualmente, considera-se que a deficiência proteica, aliada com as deficiências energéticas e de micronutrientes, são importantes causas, porém podem não ser os fatores chave. Pode ser que seja também causada por deficiência de um dos muitos tipos de nutrientes (ferro, ácido fólico, iodo, selênio, vitamina C), principalmente aqueles que respondem pela proteção antioxidante. 
Importantes antioxidantes são encontrados em quantidades reduzidas nas crianças com Kwashiorkor tais como glutationa, albumina, vitamina E e ácidos graxos poli-insaturados. Também, se uma criança que possui uma dessas deficiências nutricionais e é exposta ao estresse (por exemplo: uma infecção, uma toxina) ela pode estar mais propensa a desenvolver a Kwashiorkor.

## Sintomas
Como sintomas, incluem-se:
- Descoloração dos cabelos;
- Abdômen distendido;
- Pele ressequida;
- Rosto inchado:

- Tristeza, irritabilidade e apatia.
- Figado inchado;
- Edema em região do tornozelos e pés.
- Olhos avermelhados

A alteração do fígado (hepatomegalia) ocorre pela carência de apolipoproteínas que transportam os lipídios do fígados para os outros tecidos corporais e costumam confundir pessoas simples a achar que os filhos estão bem alimentados e gordos.
A carência de proteínas resulta em um desequilíbrio osmótico no sistema gastrointestinal, o que provoca uma retenção de líquidos no abdômen. Pacientes com Kwashiorkor têm mal funcionamento do sistema linfático e das trocas capilares, o que acaba por prejudicar propósitos como: recuperação de fluidos, realizada pela reabsorção de água e proteínas; imunidade e absorção de lipídios. Uma vez que o corpo utiliza proteínas como a albumina para criar a pressão osmótica coloidal que recupera os fluidos, a Kwashiorkor faz com que a troca capilar entre o sistema linfático e a circulação sanguínea seja reduzida pela incapacidade do corpo de superar de forma eficaz o gradiente de pressão hidrostática. A pressão oncótica se opõe à pressão hidrostática que tende a retirar a água de volta para os capilares; porém, como há deficiência de proteínas, não há pressão o suficiente para retirar líquidos dos tecidos e isso acaba por ocasionar inchaço e distensão do abdômen.

## Tratamento
As vítimas de kwashiorkor tem falha na produção de anticorpos tais como os que combatem a difteria e a febre tifoide. Comumente, a doença pode ser combatida com uma dieta equilibrada, rica em proteínas e vitaminas, como grãos, laticínios, legumes e sementes oleaginosas como nozes e amêndoas; entretanto, o índice de mortalidade pode ser maior que 60% e, por outras vias, pode gerar um impacto a longo prazo no desenvolvimento físico da criança e, nos casos mais severos, o retardamento mental.

## Links Relacionados
- Marasmo
- Nutrição